# Campeonato Alagoano de Futebol de 2022
O Campeonato Alagoano de Futebol de 2022 foi a 92° edição do campeonato profissional de clubes de futebol do estado de Alagoas. Disputado por 8 clubes, será iniciado em 20 de janeiro e está previsto para terminar em 2 de abril. A competição premiará os clubes com duas vagas para a Copa do Brasil de 2023, uma para a Copa do Nordeste de 2023 e uma para a Série D de 2023. O terceiro colocado irá disputar a terceira vaga para a Copa do Brasil contra o campeão da Copa Alagoas de Futebol de 2022.

## Regulamento
O campeonato será disputado em três fases: Primeira Fase, Semifinal e Final, além da disputa pelo Terceiro Lugar.
Na Primeira Fase, os oito clubes jogam entre si em partidas de ida, totalizando sete jogos para cada clube. Ao final dessa fase, os quatro primeiros se classificam para a Semifinal, enquanto os dois últimos clubes descenderão para a Segunda Divisão de 2023. Em caso de igualdade em pontos ganhos entre dois ou mais clubes ao final da Primeira Fase, o desempate, para efeito de classificação, será efetuado observando-se os critérios abaixo:
1. Mais vitórias;
2. Melhor saldo de gols;
3. Maior número de gols marcados;
4. Confronto direto (somente na hipótese de ocorrer entre dois clubes, sem levar em consideração o gol qualificado fora de casa);
5. Menos cartões vermelhos;
6. Menos cartões amarelos;
7. Sorteio.

Na Semifinal, os clubes se enfrentam, em jogos de ida e volta, com mando de campo da segunda partida do clube com melhor campanha na Primeira Fase. Em caso de empate em pontos ganhos entre os clubes, o desempate para efeito de classificação será efetuado observando o melhor saldo de gols nas duas partidas da Fase Semifinal e a melhor campanha na Primeira Fase.
Na Fase Final, os clubes vencedores dos confrontos das semifinais se enfrentarão em jogos de ida e volta, com mando de campo da segunda partida do clube com melhor campanha somadas todas as fases anteriores. Em caso de empate em pontos ganhos entre os dois clubes na final, o desempate para efeito de definir o campeão será efetuado observando os seguintes critérios abaixo:
1. Melhor saldo de gols nas duas partidas da final;
2. Cobrança de pênaltis.

Ao clube vencedor da Fase Final será atribuído o título de Campeão Alagoano de 2022, garantindo uma vaga na Copa do Brasil de 2023, junto com a equipe perdedora, além de também garantir uma vaga na Copa do Nordeste de 2023. A equipe melhor classificada, com exceção de CSA e CRB e do Campeão da Copa Alagoas de 2023, receberá uma vaga na Série D de 2023.

## Equipes participantes

### Promovidos e rebaixados
| Pos. | Rebaixados da Primeira Divisão de 2021 |
| ---- | -------------------------------------- |
| 8º   | Coruripe                               |
| 9º   | CEO                                    |

| Pos. | Promovido da Segunda Divisão de 2021 |
| ---- | ------------------------------------ |
| 1º   | Cruzeiro de Arapiraca                |

## Primeira Fase

### Confrontos
Para ler a tabela, a linha horizontal representa os jogos da equipe como mandante. A coluna vertical indica os jogos da equipe como visitante.
| Jogos "clássicos" estão em negrito. | Vitória do mandante. | Vitória do visitante. | Empate. |

|                       | ASA | CRB | CRU | CSA | CSE | DAL | JAC | MUR |
| --------------------- | --- | --- | --- | --- | --- | --- | --- | --- |
| ASA                   | —   |     | 0−0 | 2–2 |     |     |     | 2–0 |
| CRB                   | 1–4 | —   | 1–0 |     |     | 2–0 |     | 1–1 |
| Cruzeiro de Arapiraca |     |     | —   |     | 2–1 | 1–0 | 0–2 |     |
| CSA                   |     | 1–0 | 2–0 | —   | 0–0 |     | 5–0 |     |
| CSE                   | 4–1 | 0−2 |     |     | —   | 1–1 | 6–0 |     |
| Desportivo Aliança    | 1–1 |     |     | 1–3 |     | —   | 2−0 | 0–0 |
| Jacyobá               | 0–5 | 1–1 |     |     |     |     | —   | 0–3 |
| Murici                |     |     | 1–0 | 0−1 | 1–0 |     |     | —   |

Fonte: Federação Alagoana de Futebol.

## Fase final
Em itálico, os times que possuem o mando de campo no primeiro jogo do confronto e em negrito os times classificados.
|  | Semifinais | Semifinais | Semifinais | Semifinais |   |     | Final | Final | Final | Final |
|  |            |            |            |            |   |     |       |       |       |       |
|  | CSA        | 1          | 0          | 1 (2)      |   |     |       |       |       |       |
|  | CRB        | 0          | 1          | 1 (4)      |   |     |       |       |       |       |
|  | CRB        | 0          | 1          | 1 (4)      |   | CRB | 2     | 2     | 4     |       |
|  |            |            |            |            |   | CRB | 2     | 2     | 4     |       |
|  |            | ASA        | 1          | 0          | 1 |     |       |       |       |       |
|  | ASA        | ASA        | 1          | 0          | 1 | 2   | 2     | 4     |       |       |
|  | ASA        |            |            |            |   | 2   | 2     | 4     |       |       |
|  | Murici     | 1          | 0          | 1          |   |     |       |       |       |       |

|  | Disputa do 3° lugar |   |   |    |
|  |                     |   |   |    |
|  | CSA                 | 2 | 8 | 10 |
|  | Murici              | 0 | 0 | 0  |

### Premiação
| Campeonato Alagoano de 2022 |
| Alagoas                     |
| --------------------------- |
| CRB Campeão (32.º título)   |

## Classificação final
- ^ F1. Seletiva vencida por CSA
- ^ F2. Campeão da Copa Alagoas de 2022